# 伊丹郵便局
伊丹郵便局（いたみゆうびんきょく）は、兵庫県伊丹市にある郵便局。民営化前の分類では集配普通郵便局であった。

## 概要
住所：〒664-8799 兵庫県伊丹市中央6-2-14

### 併設施設
- ゆうちょ銀行伊丹店（大阪支店伊丹出張所）：取扱店番号430140

### 分室
分室はなし。かつて存在した分室は以下の通り。
- 自衛隊内分室（43014A） - 設置当初の名前は緑ケ丘分室。2004年（平成16年）に廃止された。

## 沿革

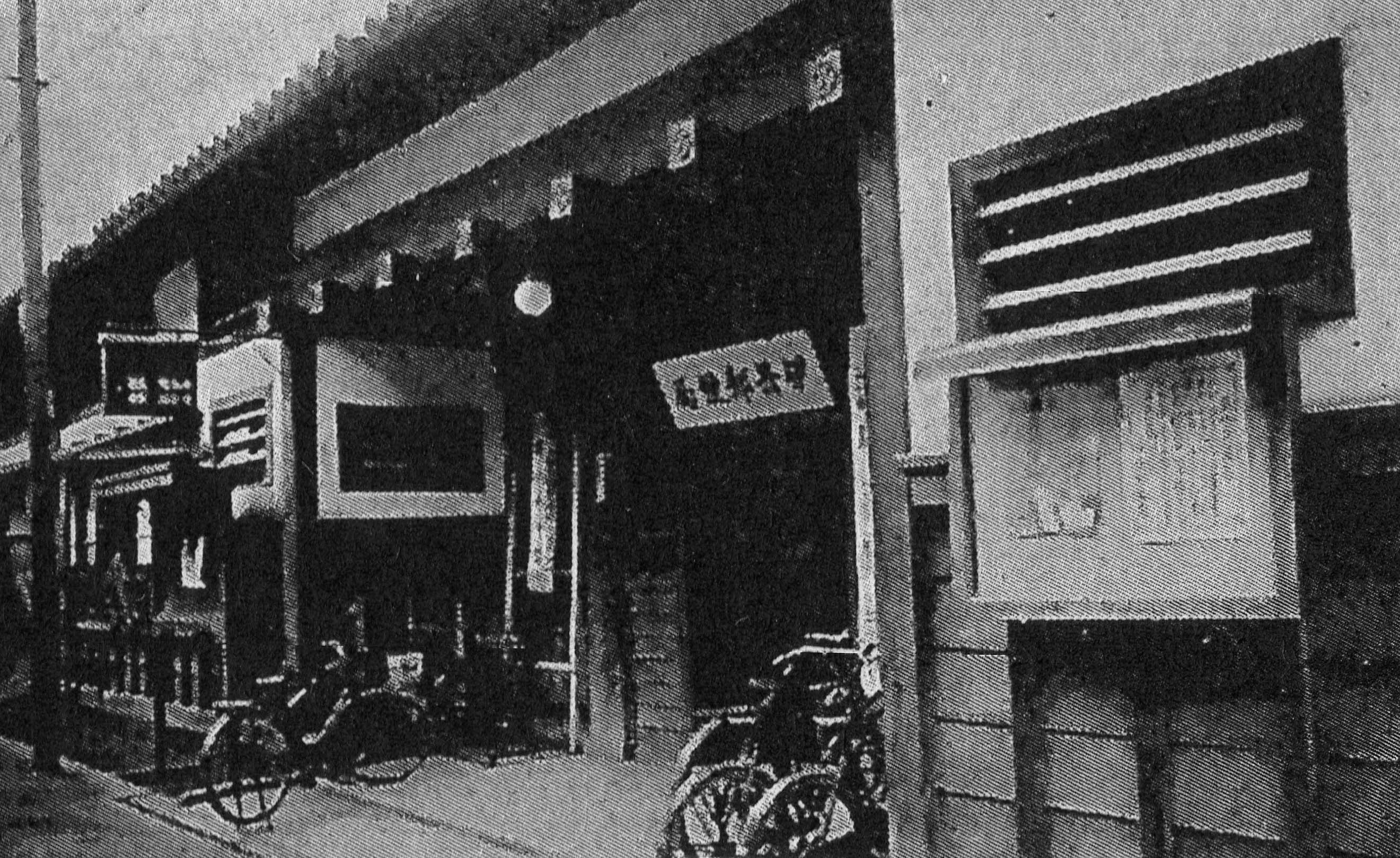
1940年頃

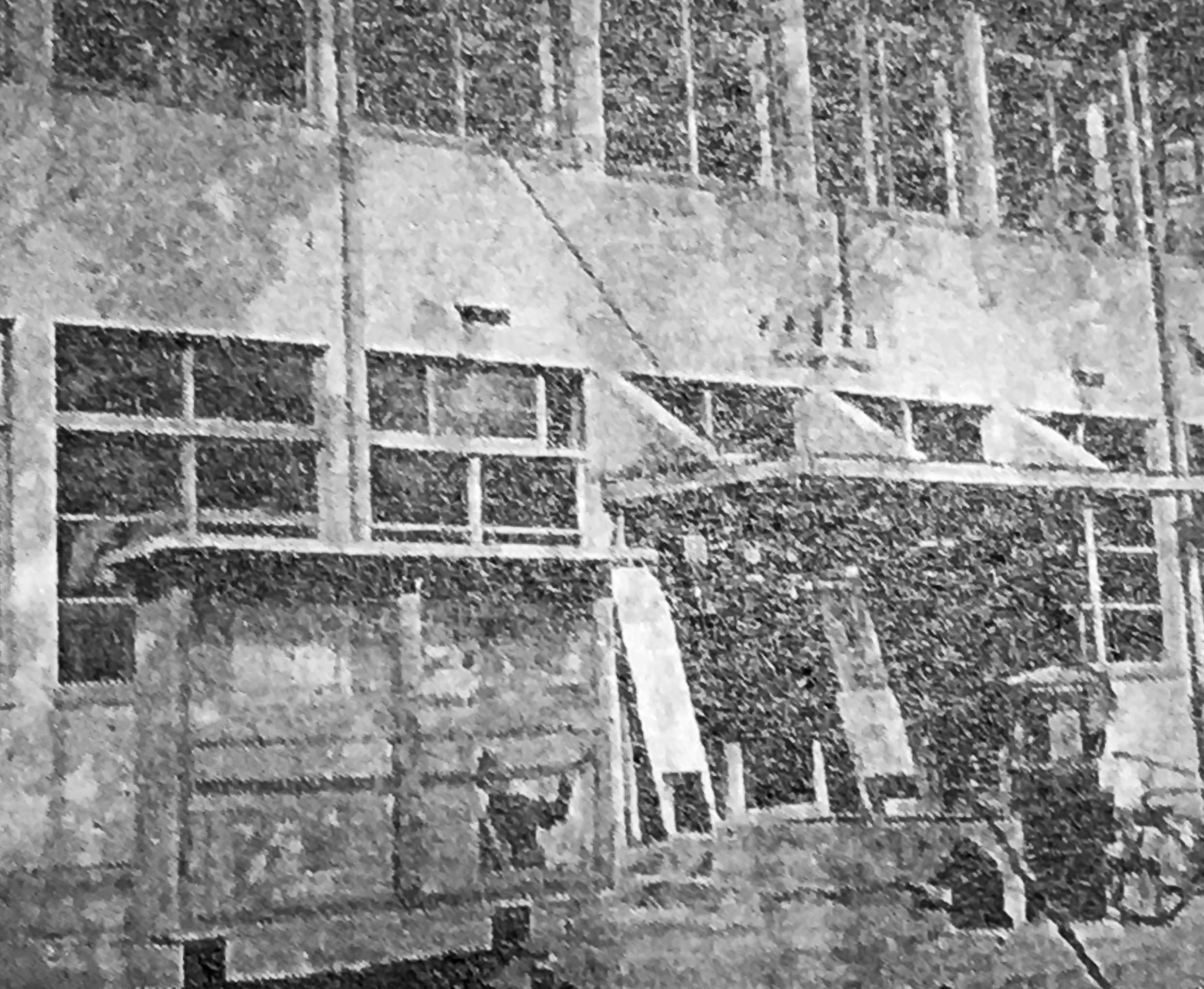
1955年頃

- 1872年1月14日（明治4年12月5日） - 伊丹郵便取扱所として開設[1]。
- 1873年（明治6年） - 伊丹郵便役所となる[1]。
- 1875年（明治8年）1月1日 - 伊丹郵便局（五等）となる[1]。
- 1879年（明治12年） - 為替取扱を開始[1]。
- 1881年（明治14年） - 貯金取扱を開始[1]。
- 1893年（明治26年）2月20日 - 伊丹郵便電信局となる[1][2]。
- 1903年（明治36年）4月1日 - 通信官署官制の施行に伴い伊丹郵便局となる[1][3]。
- 1937年（昭和12年）11月11日 - 等級を三等から二等に改定[4]。
- 1952年（昭和27年）10月16日 - 緑ケ丘分室を設置[5]。
- 1955年（昭和30年）2月1日 - 電話通話および和文電報受付事務の取扱を開始。
- 1956年（昭和31年）10月5日 - 緑ケ丘分室において、電話通話および和文電報受付事務の取扱を開始。
- 1964年（昭和39年）12月1日 - 緑ケ丘分室を自衛隊内分室に改称。
- 1971年（昭和46年）3月 - 局舎新築落成。
- 1993年（平成5年）7月1日 - 外国通貨の両替および旅行小切手の売買に関する業務取扱を開始。
- 2004年（平成16年）11月1日 - 自衛隊内分室を廃止[6]。
- 2007年（平成19年）10月1日 - 民営化に伴い、併設された郵便事業伊丹支店、ゆうちょ銀行伊丹店に一部業務を移管。
- 2012年（平成24年）
  - 9月1日 - ゆうゆう窓口の営業時間を24時間から8:00-23:00に変更。
  - 10月1日 - 日本郵便株式会社発足に伴い、郵便事業伊丹支店を伊丹郵便局に統合。

## 取扱内容

### 伊丹郵便局
- 郵便、印紙、ゆうパック、内容証明
- 生命保険、バイク自賠責保険、自動車保険
- 地方公共団体事務（兵庫県住宅再建共済基金利用申込取次事務）
- 「664-00xx」「664-08xx」区域 - 小阪田字食田（おさかでんあざくいた）[7]を除く伊丹市内全域の集配業務
- ゆうゆう窓口

### ゆうちょ銀行伊丹店
- 貯金、貸付、為替、振替、振込、国際送金、外貨両替、国債、投資信託、変額年金保険
- ATM

## 周辺
- 伊丹シティホテル
- みやのまえ文化の郷
  - 柿衞文庫
  - 伊丹市立美術館
- ブルワリーミュージアム
- イオンモール伊丹
- 伊丹市立文化会館（いたみホール）

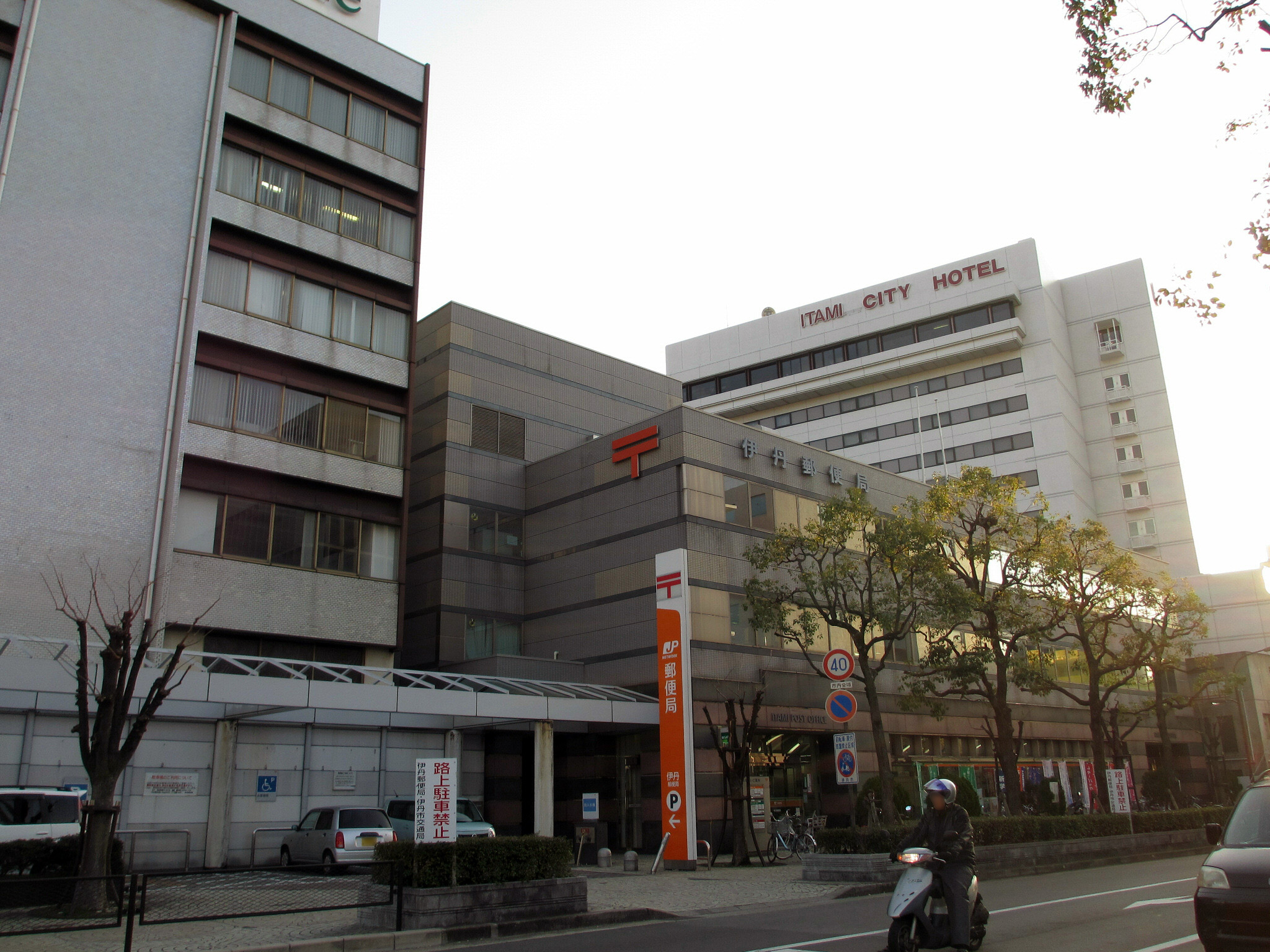
右後方が伊丹シティホテル。

- 伊丹市立音楽ホール（伊丹アイフォニックホール）

## アクセス
- JR福知山線（JR宝塚線） 伊丹駅（西出口）もしくは阪急伊丹線 伊丹駅からそれぞれ徒歩約6分
- 伊丹市営バス 伊丹シティホテル前停留所、阪急バス 伊丹本町停留所下車
- 中国自動車道 宝塚ICから南東へ約6km、中国豊中ICから南西へ約5km
- 名神高速道路 尼崎ICから北へ約4.5km
- 阪神高速池田線 豊中北出入口から西へ約3.5km
- 兵庫県道13号尼崎池田線（産業道路）沿い
- 駐車場あり：3台